# Álex Berenguer
Alejandro "Álex" Berenguer Remiro, född 4 juli 1995 i Pamplona, är en spansk fotbollsspelare som spelar för Athletic Bilbao.

## Karriär
Den 2 oktober 2020 värvades Berenguer av Athletic Bilbao, där han skrev på ett fyraårskontrakt. I juli 2024 förlängde Berenguer sitt kontrakt med tre år.